# Conchas
Conchas é um município brasileiro do estado de São Paulo. Sua população estimada em 2022 era de 15.232 habitantes. O município é formado pela sede, pelo distrito de Juquiratiba e pelo bairro de Santana.

## História
O município surgiu quando se tornou ponto de descanso dos tropeiros, que paravam às margens do Rio das Conchas para descansar e passar a noite. A região antes de sua fundação, em 1887, era percorrida por tropas de burros que transportavam as mercadorias para Botucatu e Tietê. Decorrente a isso, muitos viajantes acabaram se fixando nas proximidades de um ribeirão - o Ribeirão das Conchas, onde possuía abundância de moluscos que deixavam suas conchas nas margens.
O avanço da antiga ferrovia, "Sorocabana Railway",até o vizinho povoado de Pereiras em 1888, fez com que novos moradores procurassem se estabelecer. Conchas foi elevado a Distrito de Paz em 1896, onde deixou de pertencer a Tietê e passou ao Município de Pereiras em 1899. Em 1902, retornou a Tietê e em 1916 conseguiu sua autonomia político-administrativa.

## Geografia
Localiza-se a uma latitude 23º00'55" sul e a uma longitude 48º00'38" oeste, estando a uma altitude de 503 metros. Possui uma área de 466,120 km².

### Hidrografia
- Rio Tietê
- Rio do Peixe
- Terminal Intermodal de Conchas
- Ribeirão dos Lopes
- Ribeirão das Conchas

### Rodovias
- SP-280 - Rodovia Castello Branco
- SP-141 - Rodovia Prefeito Benedito de Oliveira Vaz
- SP-143 - Rodovia Floriano de Camargo Barros e Prefeito Lauro de Almeida
- SP-300 - Rodovia Marechal Rondon

### Ferrovias

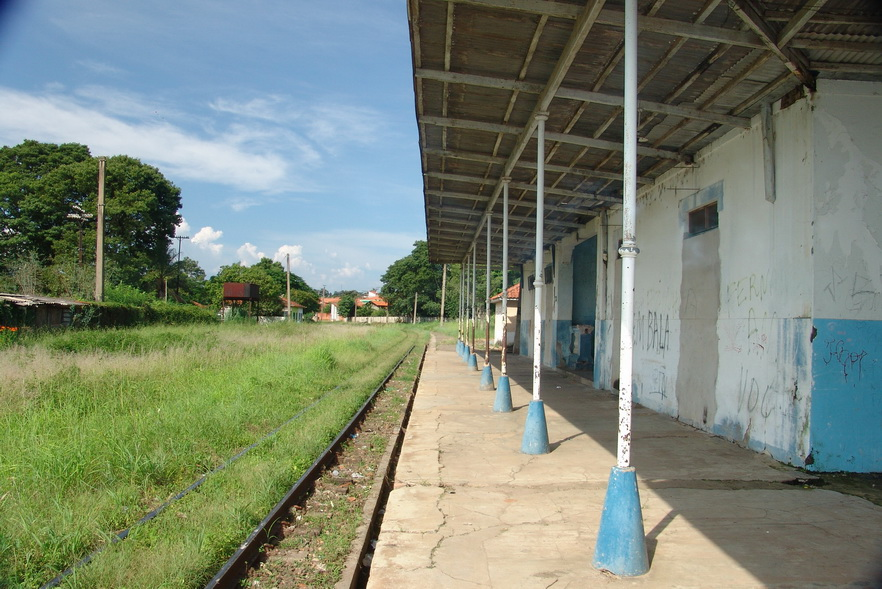
Estação Ferroviária.

Atualmente, este acesso é voltado ao transporte de cargas da região. O transporte de passageiros por este acesso foi desativado em 1999.
- Linha Tronco da antiga Estrada de Ferro Sorocabana [6][7]

## Demografia

### População
| Crescimento populacional                             | Crescimento populacional | Crescimento populacional | Crescimento populacional |
| Ano                                                  | População Total          |                          | %±                       |
| ---------------------------------------------------- | ------------------------ | ------------------------ | ------------------------ |
| 1920                                                 | 9 785                    |                          | —                        |
| 1925                                                 | 10 609                   |                          | 8,4%                     |
| 1934                                                 | 9 307                    |                          | −12,3%                   |
| 1937                                                 | 9 951                    |                          | 6,9%                     |
| 1940                                                 | 10 741                   |                          | 7,9%                     |
| 1946                                                 | 11 221                   |                          | 4,5%                     |
| 1950                                                 | 9 828                    |                          | −12,4%                   |
| 1958                                                 | 9 192                    |                          | −6,5%                    |
| 1960                                                 | 9 727                    |                          | 5,8%                     |
| 1970                                                 | 10 046                   |                          | 3,3%                     |
| 1980                                                 | 11 038                   |                          | 9,9%                     |
| 1991                                                 | 11 890                   |                          | 7,7%                     |
| 2000                                                 | 14 904                   |                          | 25,3%                    |
| 2010                                                 | 16 288                   |                          | 9,3%                     |
| 2022                                                 | 15 232                   |                          | −6,5%                    |
| Est. 2024                                            | 15 381                   | [ 8 ]                    | 1,0%                     |
| Fontes: Censos Demográficos IBGE e Estimativas SEADE |                          |                          |                          |

### Dados demográficos
Dados do Censo - 2022 
População Total: 15.232
- Urbana: 11.924
- Rural: 3.308

Composição por sexo
- Homens: 7.624
- Mulheres: 7.608

Composição étnica (de acordo com a Classificação do IBGE)
- Branca: 11.692
- Parda 2.906
- Preta: 580
- Amarela: 52
- Indígena: 2

Taxa de Alfabetização: 96,19%
Características dos domicílios
- 76,13% conectados à rede de esgoto
- 79,81% abastecidos pela rede geral de água
- 99,89% têm banheiro de uso exclusivo
- 93,65% têm coleta de lixo

## Política e administração
- Prefeito: Paulo Nunes de Almeida (2025/2028)
- Vice-Prefeito: Sandro Roberto Del Bem (2025/2028)
- Presidente da Câmara de Vereadores: Felipe dos Reis Silveira (2025/2026)
- Vice-Presidente da Câmara de Vereadores: Carlos Roberto Marcos Garcia (2025/2026)

## Economia
Segundo dados do Instituto Brasileiro de Geografia e Estatística, em 2013 o Produto Interno Bruto (PIB) do município foi de R$ 259.833.000, sendo 44,65% correspondentes a serviços, 14,91% a agropecuária, 12,46% a indústria, 21,41% com administração e serviços públicos e 6,57% com impostos.

## Infraestrutura

### Comunicações
O sistema de telefones automáticos foi inaugurado na cidade em 1980 pela Telecomunicações de São Paulo (TELESP), que também implantou o sistema de discagem direta à distância (DDD) em 1980 com o código de área (0149). Anteriormente a cidade era atendida pela Companhia Telefônica Brasileira (CTB).
Na década de 90 o código DDD da cidade foi alterado para (014), para padronização do sistema telefônico com a telefonia celular que estava sendo implantada em todo o estado.

## Religião

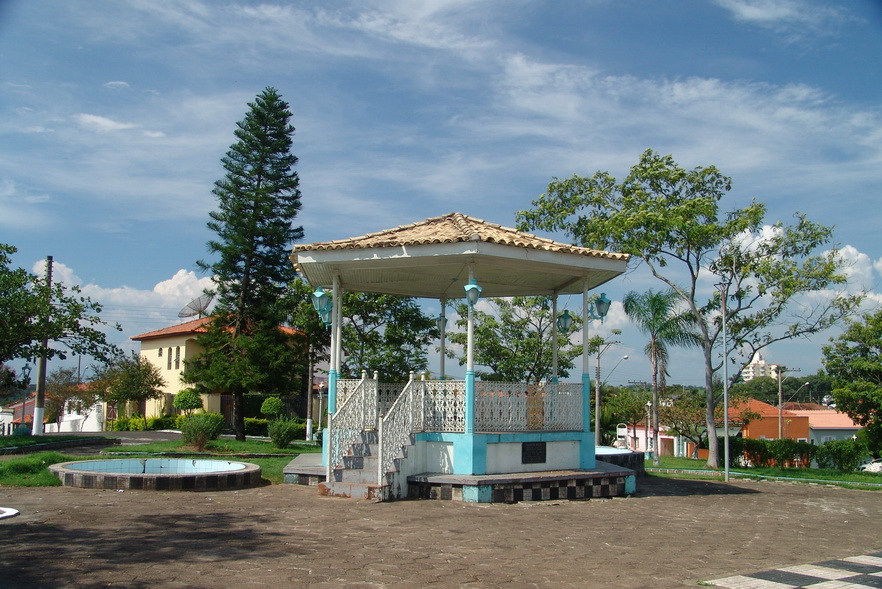
Coreto na Praça da Matriz.

O Cristianismo se faz presente na cidade da seguinte forma:

### Igreja Católica
- A igreja faz parte da Arquidiocese de Botucatu.[18]

### Igrejas Evangélicas
Entre as igrejas protestantes históricas, pentecostais e neopentecostais, encontram-se na cidade:
- Assembleia de Deus Ministério do Belém.[21][22]
- Congregação Cristã no Brasil.[23]